# Nu se știe niciodată...
Nu se știe niciodată... (titlul original: în franceză Sait-on jamais...) este un film dramatic franco-italian regizat de Roger Vadim și lansat în 1957. A participat la cea de a șaptea ediție a Festivalului de Film de la Berlin. Coloana sonoră a filmului a fost compusă de pianistul John Lewis și interpretată de Modern Jazz Quartet. Albumul cu coloana sonoră a fost lansat în 1957 la Atlantic.

## Rezumat
La Veneția, reporterul Michel Lafaurie se îndrăgostește de Sophie, o tânără franțuzoaică. Ea este protejata lui Eric Von Bergen, un baron german enigmatic, suspectat de Interpol că ar conduce o rețea de falsificare de monede. Când Sophie îl părăsește pe baron pentru a locui cu Michel, Von Bergen îi cere aghiotantului său, Sforzi (care a fost amantul Sophiei în trecut), să se folosească de influența sexuală pe care încă o mai are asupra ei pentru a o aduce înapoi în casa lui, deoarece a făcut-o singura sa moștenitoare. Sforzi, care râvnește la averea lui Von Bergen, pune la cale un plan pentru a o recupera pe Sophie și pentru a lua o parte din bani...

## Distribuția
- Françoise Arnoul - Sophie
- Christian Marquand - Michel Lafaurie
- Robert Hossein - Sforzi
- Otto Eduard Hasse - Eric Von Bergen
- Franco Fabrizi - inspectorul Busetti
- Franco Andrei - Bernard
- Carlo Delle Piane - Jeannot
- Mario Passante - un inspector
- Lyla Rocco - Lisa
- Margaret Rung - contesa
- Christian Cazau - Coco
- Venantino Venantini
- Daniel Emilfork